# Verlieshoek

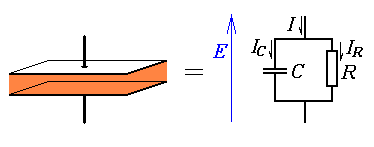
het equivalent schema van een condensator

De verlieshoek {\displaystyle \delta } van een condensator geeft de kwaliteit weer van het diëlektricum. Voor een nauwkeurige meting van de verlieshoek maakt men gebruik van een meetbrug zoals de brug van Schering.

## Het equivalent schema
De betekenis van de verlieshoek {\displaystyle \delta } wordt duidelijk in het equivalent schema van een condensator. Een gewone condensator kan immers beschouwd worden als een ideale condensator C, parallel aan een ideale weerstand R. Een spanning U over de condensator zal dus aanleiding geven tot een gewenste stroom IC door de condensator en een ongewenste stroom IR door de weerstand. Bij een gelijkspanning over de condensator is IC = 0 maar de stroom door de weerstand zal er (als de condensator verder nergens op is aangesloten) inderdaad voor zorgen dat de condensator spanning "verliest":
{\displaystyle I_{C}=C{\frac {\mathrm {d} U}{\mathrm {d} t}}}

## Het berekenen van de verlieshoekδ{\displaystyle \delta }
{\displaystyle \tan \delta ={\frac {I_{R}}{I_{C}}}={\frac {\frac {V}{R}}{\frac {V}{X_{C}}}}={\frac {X_{C}}{R}}={\frac {1}{R.\omega .C}}}

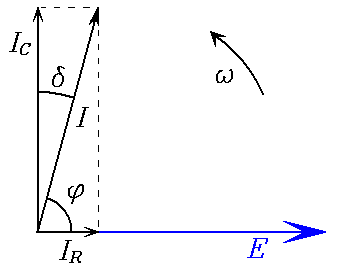
de verlieshoek van een condensator

waarbij XC de reactantie van de condensator is, en ω de hoekfrequentie van een wisselspanningssignaal over de condensator. Hieruit kan eenvoudig de verlieshoek {\displaystyle \delta } berekend worden. De formule hierboven is enkel geldig voor condensatoren in parallelle ketens, voor condensatoren in serieketens bekomt men het volgende:
{\displaystyle \tan \delta ={\frac {V_{R}}{V_{C}}}={\frac {I.R}{I.Z_{C}}}={\frac {R}{Z_{C}}}={\frac {R}{\frac {1}{\omega .C}}}=R.\omega .C} waarbij ZC de impedantie van de condensator is.

## De dissipatiefactor
Een andere manier om de kwaliteit van een condensator uit te drukken is met behulp van de dissipatiefactor.
De dissipatiefactor DF (meestal in een percentage uitgedrukt) is de verhouding van de reactantie XC tot de parallelweerstand R van de condensator.
Bijgevolg is:
{\displaystyle \mathrm {DF} ={\frac {X_{C}}{R}}\times 100\%={\frac {1/\omega C}{R}}\times 100\%}
{\displaystyle ={\frac {1}{\omega C}}{\frac {1}{R}}\times 100\%={\frac {1}{\omega CR}}\times 100\%}
De dissipatiefactor is dus {\displaystyle \tan \delta \times 100\%}